# Reitan Convenience Lithuania

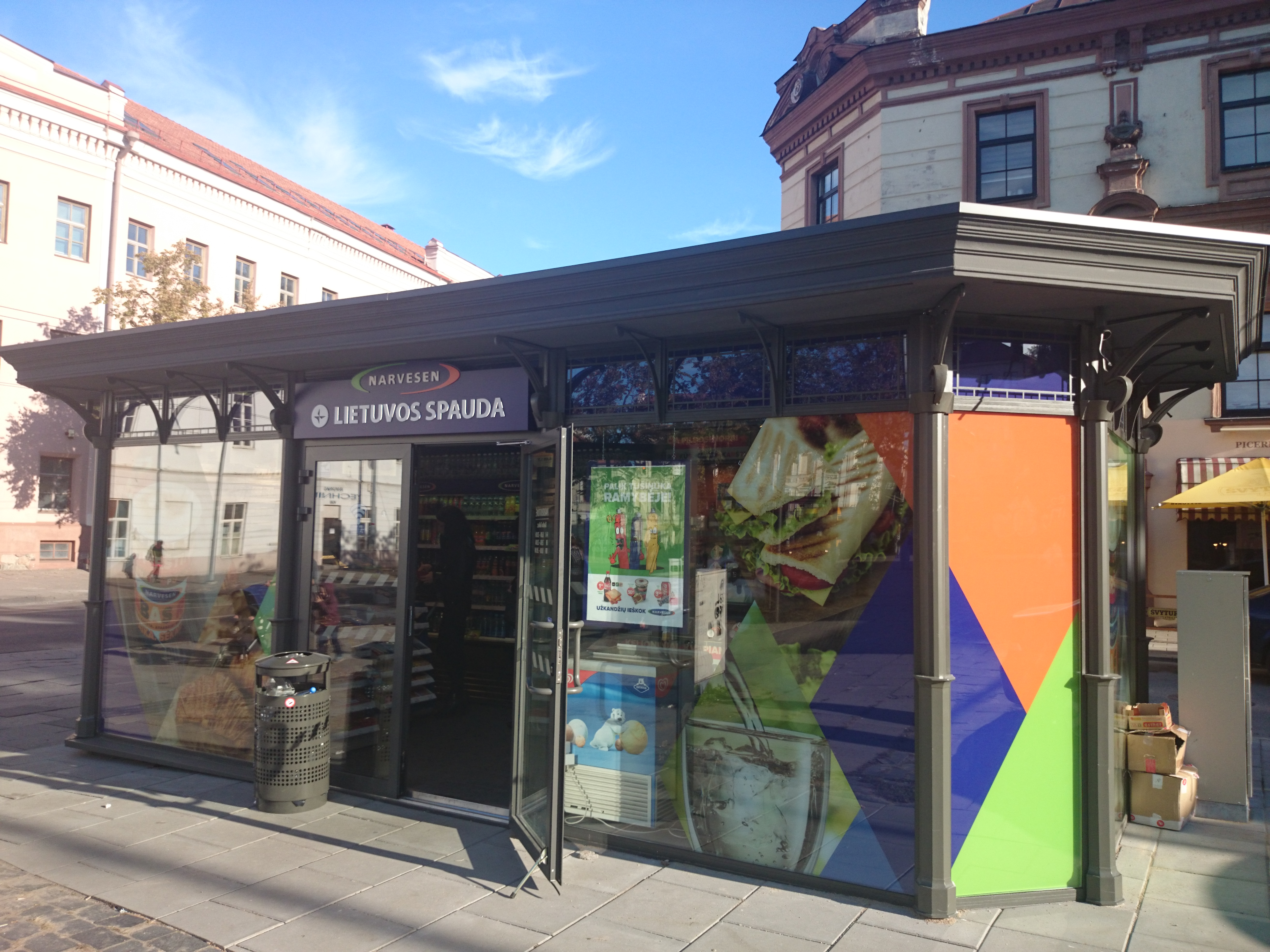
Kiosk

Uždaroji akcinė bendrovė Reitan Convenience Lithuania (ehem. Lietuvos spauda) ist die älteste und die größte (nach Mitarbeiterzahl und nach Vertriebstätten) Presse-Distributionssorganisation (Unternehmen) mit 255 Kiosken („Lietuvos spauda“ und „R-kiosk“) in Litauen. 2011 beschäftigte man fast 800 Mitarbeiter.
Der Sitz befindet sich im Stadtteil Viršuliškės der litauischen Hauptstadt Vilnius (Laisvės prospektas 58).

## Geschichte
1944 gründete man die Republik-Abteilung für Distribution und Spedition der Presse (Respublikinis spaudos platinimo ir ekspedijavimo skyrius). 1989 wurde die Firma zu Lietuvos spauda (deutsch: „Litauische Presse“). 2004 hatte sie über 600 Kiosken. 2005 wurden während der Reorganisation die sieben Tochtergesellschaften in das Unternehmen implementiert. Die Betriebswirtschaft, Logistik und Service konzentrierte man in Vilnius.
2005 erwarb die finnische  Firma Rautakirja, Mitglied von Sanoma das Unternehmen. 2007 beschäftigte es 930 Mitarbeiter, davon 840 Verkäufer 2008 erzielte es den Umsatz von 240 Millionen Litas und hatte  52 Millionen Käufer, verkaufte  500 verschiedene Presse-Publikationen (Veröffentlichungen).
2012 verkaufte man die UAB „Lietuvos spauda“ Vilniaus agentūra an Reitan Servicehandel AS (Norwegen). Am 27. November 2012 wurde das Unternehmen zu UAB Reitan Convenience Lithuania.
Direktor
- 1991–2004: Romualda Kšanienė (* 1947)